# NGC 2579
```

```

NGC 2579 est un jeune amas ouvert, associé à une région HII, situé dans la constellation de la Poupe. Il a été découvert par l'astronome britannique John Herschel en 1835.

NGC 2579 est à environ 1 033 pc (∼3 370 al) du système solaire et les dernières estimations donnent un âge de 41 millions d'années. La taille apparente de l'amas est de 19 minutes d'arc, ce qui, compte tenu de la distance, donne une taille réelle maximale d'environ 19 années-lumière.
Selon la classification des amas ouverts de Robert Trumpler, cet amas renferme moins de 50 étoiles (lettre p) dont la concentration est faible (IV) et dont les magnitudes se répartissent sur un petit intervalle (le chiffre 1).

## Caractéristiques
NGC 2579 est l'une des régions HII les plus éloignées du centre de la Voie lactée à une distance de 12,8 ± 0,7 kpc (∼41 700 al). Une autre étude place NGC 2579 à 12,4 ± 0,7 kpc (∼40 400 al) du centre de notre galaxie. 
Trois étoiles de type spectral O (O5 V, O6.5 V et O8 V) sont responsables de l'ionisation de NGC 2579, alors qu'une étoile de type O8.5 V est la source de l'ionisation de l'autre région HII située à proximité, soit ESO 370-9.